# C/1843 D1
1843 års stora komet, med beteckningen C/1843 D1, var väldigt ljusstark i mars 1843 och kom därför också att kallas Marskometen 1843. Den upptäcktes den 5 februari 1843 och är medlem i Kreutz-gruppen, en familj av så kallade solstrykande kometer som rör sig mycket nära solen. Kometen har i så fall sitt ursprung från kometen X/1106 C1 (1106 års stora komet), som bröts sönder ungefär år 1106.

## Periheliepassagen
När den först upptäcktes tidigt i februari 1843, var den på väg mot perihelium och kom så nära solen som 830,000 km den 27 februari 1843. Vid denna tidpunkt kunde den observeras även i dagsljus, ungefär en grad från solen.
Närmast jorden passerade kometen den 6 mars 1843 och var som ljusstarkast dagen efter, när den nådde ungefär visuell magnitud -3. Den var då synlig från det södra halvklotet. Den sista observationen gjorde den 19 april 1843. Vid denna tidpunkt var detta den komet som observerats närmare solen än något annat objekt.

## Kometsvansen

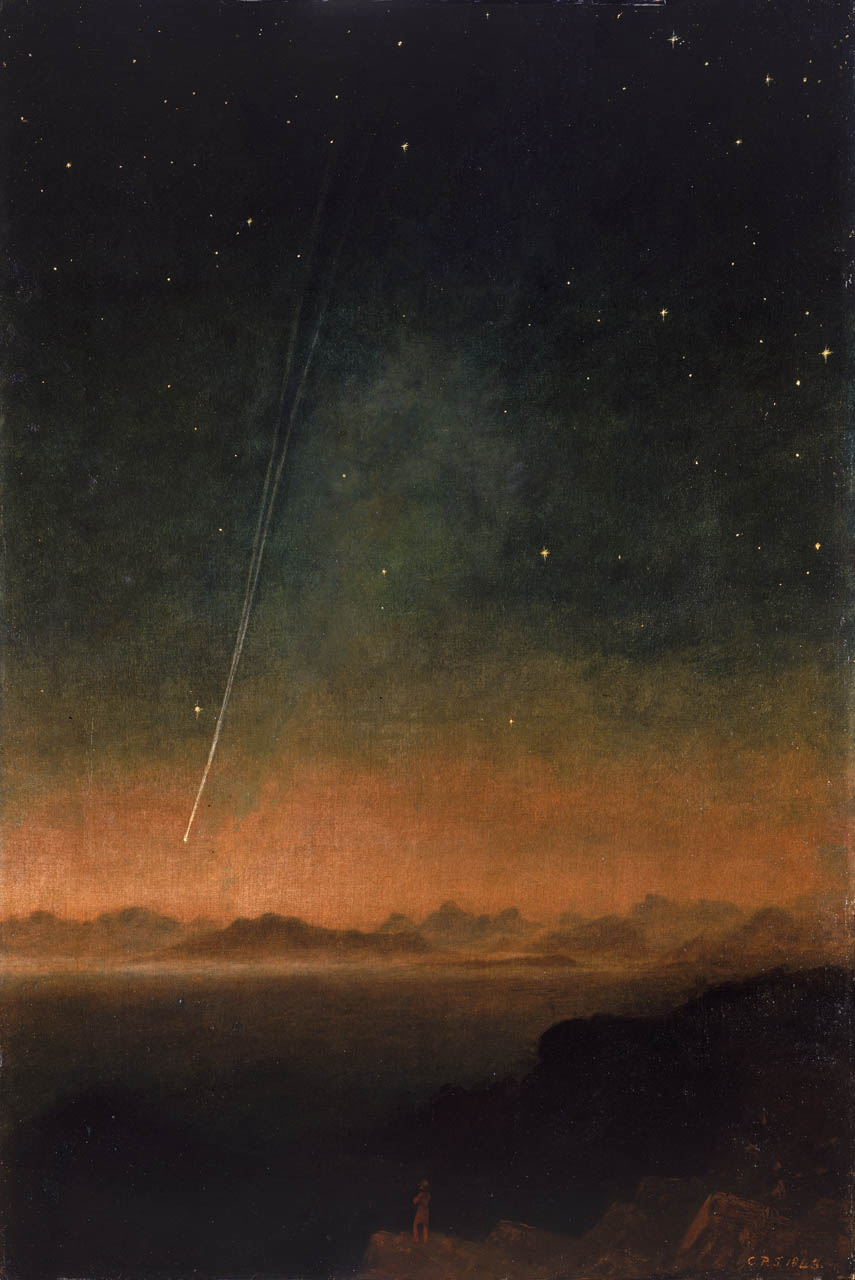
Målning av den brittiske astronomen Charles Piazzi Smyth – The Great Comet of 1843.

C/1843 D1 utvecklade en extremt lång kometsvans under sin periheliepassage. Den blev drygt 2 AU lång och därmed den längsta uppmätta kometsvansen innan passagen 1996 av Hyakutakes komet. Hyakutakes utvecklade en kometsvans som blev nästan dubbelt så lång. Vid National Maritime Museum i Greenwich, London, finns en målning av den brittiske astronomen Charles Piazzi Smyth, som åskådliggör kometen ljusstyrka och kometsvansens storlek.

## Omloppstiden
Beräkningarna för kometens omloppstid har varierat från 512 ± 105 år i den tyske astronomen Kreutz klassiska verk från 1901, 654 ± 103 år (Chodas 2008) och 688 år (JPL Horizon) till 742 år – Chodas 2008 med antagandet att kometen är identisk med X/1106 C1. Men kometen observerades under en tidsperiod av endast 45 dygn, från 5 mars till 19 april, och med så kort observationsserie är osäkerheten så stor att omloppstiden bör sägas vara 600–800 år.

## Kometen i musiken
Den mexikanske kompositören Luis Baca komponerade en vals för piano, El cometa de 1843.  Den spelades som stycke nummer 13 i Instructor filarmónico, periódico semanario musical, Tomo primero (Mexico, 1843).